# 名古屋市電藤成線
藤成線（ふじなりせん）は、かつて愛知県名古屋市に存在した、名古屋市電の路線（路面電車）の一つである。同市昭和区の滝子停留場から市立大学病院停留場までを結んでいた。

## 歴史
名古屋電気鉄道市内線の市営化後、名古屋市は同社の保有した特許線をベースとした「第1期建設改良工事」を実施し、路線網を拡張した。市はそれに続く新規路線として約58kmに及ぶ軌道敷設特許を取得し、更なる拡張に意欲を示したものの、資金不足により「第2期建設改良工事」と称した建設計画は1930年度で打ち切られ、大半が未開業線として先送りされることになった。この「第2期建設改良工事」で新設された2路線のうちのひとつが藤成線である。
藤成線は循環東線などと共に最後まで残った市電路線である。これは同線が熱田線、八熊東線、東郊線を経由して市東部の残存路線と金山駅・金山橋駅とを結ぶ連絡路となっていたためである。

### 年表
- 1928年（昭和3年）
  - 3月31日 - 藤成線の特許取得[1]。
  - 10月25日 - 開通[3]。
- 1948年（昭和23年）9月4日 - 広見町停留場新設[3]。
- 1974年（昭和49年）3月31日 - 廃止[3]。

## 停留場
| 停留場名     | 読み                     | キロ程 | 接続路線             |
| ------------ | ------------------------ | ------ | -------------------- |
| 滝子         | たきこ                   | 0.0    | 名古屋市電：東郊線   |
| 広見町       | ひろみちょう             | 0.4    |                      |
| 市立大学病院 | しりつだいがくびょういん | 0.7    | 名古屋市電：循環東線 |